# Rhagodidae
Famille
Les Rhagodidae sont une famille de solifuges.
Cette famille comprend 27 genres et près de 100 espèces.

## Distribution
Les espèces de cette famille se rencontrent dans le Nord de l'Afrique, au Moyen-Orient, en Asie du Sud et en Asie centrale.

## Liste des genres
Selon Solifuges of the World (version 1.0) :
- Rhagodalma Roewer, 1933
- Rhagodax Roewer, 1941
- Rhagodeca Roewer, 1933
- Rhagodelbus Roewer, 1941
- Rhagoderma Roewer, 1933
- Rhagoderus Roewer, 1933
- Rhagodes Pocock, 1897
- Rhagodessa Roewer, 1933
- Rhagodeya Roewer, 1933
- Rhagodia Roewer, 1933
- Rhagodima Roewer, 1933
- Rhagodinus Roewer, 1933
- Rhagodippa Roewer, 1933
- Rhagodira Roewer, 1933
- Rhagodista Kraus, 1959
- Rhagoditta Roewer, 1933
- Rhagodixa Roewer, 1933
- Rhagodoca Roewer, 1933
- Rhagodolus Roewer, 1933
- Rhagodomma Roewer, 1933
- Rhagodopa Roewer, 1933
- Rhagodorimus Turk, 1948
- Rhagodorta Roewer, 1933
- Rhagodospus Roewer, 1941
- Rhagoduja Roewer, 1933
- Rhagodula Roewer, 1941
- Rhagoduna Roewer, 1933

## Publication originale
- Pocock, 1897 : On the genera and species of tropical African arachnids of the order Solifugae with notes upon the taxonomy and habits of the group. The Annals and Magazine of Natural History, sér. 6, vol. 20, p. 249-272 (texte intégral).